# غسيل الرئة
عملية غسيل الرئة (Whole lung lavage) هي عملية تهدف إلى إزالة الغبار المعدني المتراكم في الرئة او إزالة المادة البروتينية الشحمية المتكونة بحال وجودها، حيث أن تراكم هذه المواد يُسبب قلة وصول الأكسجين إلى الدم بشكلٍ كافي كما يؤدي إلى اختلال في وظائف الرئة التنفسية. 
وجود الغبار المعدني والقطران من السجاير في القصبات الهوائية يجعل الجهاز المناعي يعترف عليه كعنصر غريب بالتالي يهاجم الرئة متسبب في الالتهاب الرئوي وحدوث تلف الرئة.

## أسباب العملية
عادةً يتم التطرق لعملية غسيل الرئة بالكامل عند إصابة المريض بداء البروتينات السنخية الرئوي (Pulmonary alveolar proteinosis - PAP) وهو مرض نادر يُصيب شخص من بين 100000 شخص، ويتميز هذا المرض بترسب مادة بروتينية شحمية غير متبلورة في الحويصلات الهوائية الثانوية. 
كما يتم التطرق لعملية غسيل الرئة أيضًا للأسباب الآتية:
1. تراكم الغبار في الرئة نتيجة العمل في المناجم ورشات البناء.

1. التعرض لحساسية.

1. وجود ورم أدى إلى تراكم إفرازات غير طبيعية في الرئة.

1. تنظيف الرئة من اثار التدخين في المراحل الاولى (قبل ان يحصل ضرر)

## آلية عملية غسيل الرئة
غسيل الرئة هي عملية ليست بالجديدة فقد تم تطبيقها لأول مرة في عام 1964، وهذا يدل على أنها بمرور الوقت وكثرة المعالجة بها أصبحت أكثر أمان وأصبح الأطباء أمهر بها، وهذه العملية تكون وفق آلية مُحددة يمكن تلخيصها بالنقاط الآتية:
1. تخدير المريض : يتم تخدير المريض تخديرًا عامًا عبر الحقن الوريدية، وإن كان المريض يُعاني من الربو أو التشنج العصبي فيتم تخديره عن طريق الاستنشاق.

1. وضع جسم المريض بالطريقة المناسبة : يتم وضع المريض على ظهره ذلك لملء السعة المتبقية الوظيفية من الرئة، هذا يهدف إلى تصريف المواد البروتينية المتراكمة.و يوجد بعض الآراء التي تقول أن وضع المريض على أحد جانبيه يكون أفضل لتصريف المواد البروتينية الشحمية، لكن الأمر يُعدّ خطير كون أي حركة في جسم المريض أثناء الإجراء قد تؤدي إلى مشكلات كبيرة.

1. البدء بعملية غسل الرئة ؛ يتم غسل رئة واحدة في كل مرة وعدم غسلهما معًا للحد من الآثار الجانبية، والوقت الذي يفصل بين غسيل كل رئة عن الأخرى 3 أسابيع، فقد وجد الأطباء أن هذا الوقت يجعل الغسيل الثاني أكثر أمانًا. ولغسيل الرئة يتم بإدخال محلول ملحي لها بطريقة طبية مُحددة وبتراكيز مُحددة، ويتم هذا بعد تفريغ الرئة من الهواء تمامًا. و يجدر الذكر أنه يتم البدء بالرئة الأكثر تضررًا أي التي تحتوي على كمية بروتينات شحمية أكبر، ويتم تحديد ذلك بتصوير الرئة بالصور الإشعاعية قبل العملية.

1. إحداث اهتزازات الصدر : يتم إحداث اهتزازات بالصدر بواسطة مختص بالعلاج الطبيعي أو يُمكن إحداث هذه الضربات ميكانيكيًا بواسطة لف سترة على صدر المريض تُنتج اهتزازات مُحددة، وهو إجراء طبي يُعدّ ذو مضاعفات أقل بعد العملية، حيث أن هز الصدر اليدوي قد يتسبب بآلام أكثر حدة للمريض من الهز الميكانيكي. و هذا الإجراء يهدف إلى ضمان تصريف جميع المواد الشحمية البروتينة المتراكمة وإعادة وضع الرئة لحالتها الطبيعية.

و تحتاج عملية غسيل الرئة من ساعتين إلى خمس ساعات حتى تنتهي. و يُمكن أن يحتاج المريض عملية غسل الرئة بين حين وآخر في حال وجود مرض البروتينات السنخية الرئوي، وقد يحتاج لهذا الإجراء مرة واحدة في حال كانت الرئة تُعاني من تسمم أو ورم أو تراكم الغبار.
عادة يرقد المريض في المستشفى بعد العملية يوم واحد وبعدها يُمكنه الخروج في حال عدم وجود أي موانع طبية أو مضاعفات تمنعه من ذلك.

## المضاعفات
تجرى عملية غسيل الرئة في افضل المستشفيات بالولايات المتحدة وغير مصرح بتنفيذها في بعض الدول لسبب عدم وجود اجهزة وأطباء مدربين على القيام بها، ويمنع تنفيذ العملية لمرضى القلب .
بعد غسيل الرئة قد يتعرض بعض المُعالجين لبعض المضاعفات، والتي من أبرزها الآتي:
1. الحمى.
2. نقص نسبة الأكسجين في الدم.
3. الالتهاب الرئوي.
4. تسرب السوائل.
5. توقف القلب وهذا نادرًا جدًا، وفي حال حدوثه يتم إنعاش القلب لإعادة عمله قدر الإمكان وإن لم يعدّ يعمل فيُصبح المُضاعف هو الوفاة.